# 公司法
公司法（こうしほう）とは、中華民国（台湾）における株式会社（股份有限公司）、有限会社（有限公司）、合名会社（無限公司）および合資会社（兩合公司）について、それぞれの設立、組織機構、出資とその譲渡、合併、解散および清算等の事項を定める法律である。

## 沿革
本「公司法」は、1929年に中国で制定され、国民党の台湾移駐に伴い台湾に持ち込まれた。その後5回の改正を経ている。なかでも2001年の改正が注目される。2002年1月1日のWTO加盟に代表されるように、急速に進む経済のグローバル化に対応するために、台湾の公司法を国際基準に適応させるために行われた改正である。台湾では同族企業が多く、かなりの規模の上場企業であっても、個人の持ち株比率が高いという特性がある。その結果、企業の内部統制が明確でなく、会計処理についても不正が行われ、証券市場において突如として倒産するいわゆる地雷株が問題となっていた。そのためアメリカ市場で外国資本を円滑に導入して台湾企業の信頼性を高めるためにも、2001年にはこの点に留意した改正が行われた。主要改正点として、まず取締役の注意義務につき厳格な基準を設けた。改正前公司法では、会社と取締役との関係につき民法の委任の規定（第535条）を準用していたので、同族経営者として会社を支配しつつ、取締役としては報酬を得ず、大株主として配当のみ得ていた取締役に対しては、実質的に会社に対する法律的な責任を追及しえなかった。そこで本改正において第23条第1項「会社責任者は忠実に業務を執行し、且つ善良な管理人の注意義務尽くさなければならず、もし違反して会社に損害を与えたときは損害賠償責任を負う」との規定を置いた。本条は、第8条第1条により有限会社および株式会社の取締役に準用されているので、取締役は常に会社に対して忠実義務と善良なる管理者の注意義務を負うことになった。

## 内容
本「公司法」は、全9章計449条からなる。
- 第1章「総則（總則）」（第1条から第39条）[1][5]
- 第2章「合名会社（無限公司）」[1][5]
  - 第1節「設立（設立）」（第40条・第41条）
  - 第2節「会社の内部関係（公司之內部關係）」（第42条から第55条）
  - 第3節「会社の対外関係（公司之對外關係）」（第56条から第64条）
  - 第4節「社員の退任（退股）」（第65条から第70条）
  - 第5節「解散、合併および組織変更（解散、合併及變更組織）」（第71条から第78条）
  - 第6節「清算（清算）」（第79条から第97条）
- 第3章「有限会社（有限公司）」（第98条から第113条）
- 第4章「合資会社（兩合公司）」（第114条から第127条）[1][5]
- 第5章「株式会社（股份有限公司）」[1][5]
  - 第1節「設立（設立）」（第128条から第155条）
  - 第2節「株式（股份）」（第156条から第169条）
  - 第3節「株主総会（股東會）」（第170条から第191条）
  - 第4節「董事および董事会（董事及董事會）」（第192条から第215条）
  - 第5節「監察人（監察人）」（第216条から第227条）
  - 第6節「会計（會計）」（第228条から第245条）
  - 第7節「社債（公司債）」（第246条から第265条）
  - 第8節「新株発行（發行新股）」（第266条から第276条）
  - 第9節「定款変更（變更章程）」（第277条から第281条）
  - 第10節「会社更生（公司重整）」（第282条から第314条）
  - 第11節「解散、合併および分割（解散、合併及分割）」（第315条から第321条）
  - 第12節「清算（清算）」[6][5]
    - 第1目「普通清算（普通清算）」（第322条から第334条）
    - 第2目「特別清算（特別清算）」（第335条から第356条）
- 第6章「削除（刪除）」（第357条（削除））
  - 第6章1「関係企業（關係企業）」（第358条（削除）から第369条の12）
- 第7章「外国会社（外國公司）」（第370条から第386条）
- 第8章「会社の登記および認許（公司之登記及認許）」[6][5]
  - 第1節「申請（申請）」（第387条から第437条（削除））
  - 第2節「手数料（規費）」（第438条から第446条（削除））
- 第9章「附則（附則）」（第448条・第449条）[6][5]

## 各種会社の比較
株式会社（股份有限公司）、有限会社（有限公司）、合名会社（無限公司）および合資会社（兩合公司）について、それぞれの設立、組織機構、出資とその譲渡などの事項について比較する。
| 比較項目           | 株式会社（股份有限公司） | 有限会社（有限公司） | 合名会社（無限公司）                                                             | 合資会社（兩合公司） |
| ------------------ | --- | --- | -------------------------------------------------------------------------------- | --- |
| 構成員の最低人数   | 二人以上（ただし政府または法人が株主である場合は一人でも可）（第2条第1項第4号）                                                 | 一人以上（第2条第1項第2号）                                                                                                 | 二人以上（第2条第1項第1号）                                                      | 有限責任社員と無限責任社員それぞれ一人以上で構成される（第2条第1項第3号）                                                |
| 構成員の責任の形態 | 引受けた株式についてのみの有限責任（第2条第1項第4号）                                                                           | 出資額を限度とする有限責任（第2条第1項第2号）                                                                               | 連帯無限責任（第2条第1項第1号）                                                  | ①無限責任社員は連帯無限責任。②有限責任社員は出資額を限度とする有限責任を負う（第2条第1項第3号、第114条）                 |
| 出資の形態         | 発起人または新株の原始株主または特定者は現金または現物に限る（第128条）。一般の株主は現金、貨幣債権、技術、のれん等の出資も可能 | 現金と現物に限る | 現金、現物、信用、労務その他の権利の出資が可能（第43条）                         | 有限責任社員は信用および労務をもって出資することができず、現金、現物に限られる（第117条）                                |
| 出資の譲渡方法     | 原則的には自由（株式譲渡自由原則）                                                                                              | ①董事以外の社員は他の社員の過半数の同意のもとで可能（第111条第1項）②董事である社員は社員全員の同意のもとで可能（同条第2項） | 他の社員全員の同意ものとで可能                                                   | ①無限責任社員は他の社員全員の同意のもとで可能（第115条）②有限責任社員は無限責任社員の過半数の同意のもとで可能（第119条） |
| 意思決定機関       | 株主総会と董事会（第202条） | 社員全体 | 社員全体                                                                         | 無限責任社員 |
| 業務執行機関       | 董事会（第218条） | 董事 | 定款に特段の定めのない限り原則として各社員が業務を執行する権利を有する（第45条） | 無限責任社員（第122条の反対解釈）                                                                                        |
| 監査権の行使       | 監察人（第218条） | 業務を執行しない社員（第109条）                                                                                             | 業務を執行しない社員（第48条）                                                   | 有限責任社員（第115条準用による第48条、第118条）                                                                         |
| 代表者             | 董事長（第208条第3項） | 董事、董事長（第108条） | 定款に特段の定めのない限り原則として各社員が会社を代表する権利を有する（第45条） | 無限責任社員（第122条の反対解釈）                                                                                        |
| 組織変更           | 他の会社形態に変更することは不可能                                                                                              | 株式会社に変更することが可能（第106条第5項）                                                                                | 合資会社に変更することが可能（第76条）                                           | 合名会社に組織変更することが可能（第126条）                                                                              |